# 교육위원회
교육위원회(敎育委員會) 또는 교육청(敎育廳)은 교육 행정을 관할하는 위원회이며 행정 기관이다. 미국, 영국과 같은 나라에서는 학교 단위로 설치되어 선거를 통해 선출된 부모, 직원, 교장, 학생 대표 등이 참가하는 학교이사회를 설치하고 있으며 뉴질랜드와 같은 나라에서는 학교이사회 제도로 이행하는 과정에서 교육위원회 제도를 폐지했다. 대한민국, 일본과 같은 나라에서는 최상위 행정 구역마다 해당 지역을 관할하는 교육청을 설치하여 운영하고 있다.

## 미국
미국에는 모든 주나 학구에 교육위원회가 설치되어 있으며 교육 과정의 조직의 권위는 각 주에 있다. 다만, 미국에서는 시나 마을 등의 일반 행정에서 독립하여 상하수도, 공원 관리, 경찰 행정 등 여러 분야를 관할하는 특별구가 설치되어 있기 때문에 공립학교를 소관하는 학구도 특별구가 되고 있다.
미국의 교육위원회는 1647년에 최초의 공립학교 시스템이 형성되면서 처음 등장했다. 매사추세츠만 식민지는 모든 마을이 관할 구역 내에 공립학교를 설립하도록 의무화했다. 위원회는 기관을 운영하기 위해 생겨났고 1820년대에 매사추세츠주는 지방 정부로부터 독립할 것을 요구하여 미국 전역에 존재하는 자치 학군에 대한 현재의 모델을 확립했다.
미국의 교육위원회는 정기적으로 교육장 및 사무국에 대한 평가를 실시하고 있다.. 미국의 교육위원회에는 공청회 제도가 있어 주민으로부터의 의견 청취가 제도화되고 있다. 다만 이러한 공청회 제도에 대해서는 실효성을 의문시하는 의견도 있다. 또한 뉴욕의 학구에서는 교육위원회 제도를 폐지하고 교육위원회의 결정권을 시장부국에 흡수했다. 또한 교육 정책에 관한 중요한 안건은 보호자 등으로 구성된 위원회 조직에 자문해 승인을 얻는 제도로 변경되었다.

## 영국
영국에서는 1899년에 교육을 관할하는 중앙 정부 부처인 교육위원회(Board of Education)가 설치되었다. 1944년에 교육부가 신설됨에 따라 폐지되었다.

## 캐나다
캐나다는 영어, 프랑스어를 공용어로 하는 국가이기 때문에 퀘벡주, 앨버타주, 온타리오주와 같이 캐나다를 구성하는 여러 주와 준주에서는 특정 언어를 관할하는 교육위원회를 별도로 운영한다.

## 뉴질랜드
뉴질랜드에서는 1988년에 피콧 태스크포스(Picot task force)를 통해 제정된 피콧 보고서에 따라 교육부의 권한을 대폭 축소함과 동시에 100년 이상 지속된 교육위원회 제도를 폐지하고 학교 단계에 권한을 위양하기 위해 학교이사회 제도를 도입했다. 피콧 보고서는 효과적인 행정 시스템이 단순해야 하고 가능한 한 현장 근처에서 정책 결정을 해야한다는 철학에 기초한다.

## 일본
일본의 교육위원회는 교육에 관한 사무를 관리 집행하기 위하여 지방공공단체(도도부현, 시정촌, 특별구, 일부 사무 조합) 산하에 설치된 행정위원회이다. 교육위원회는 교육 분야에서 지방 자치, 교육 행정의 수장으로부터의 독립 등의 원리를 구현한다. 다만 교육위원회는 해당 지방공공단체장(도도부현지사, 시구정촌장), 지방 의회 등으로부터 다양한 법적·정치적인 간섭을 받고 있다. 교육위원회에 관해서는 주로 일본 지방자치법과 지방교육행정의 조직 및 운영에 관한 법률에 따라 정한다.
교육위원회는 교육장과 4명의 위원으로 조직한다. 단 조례로 정하는 바에 따라 도도부현이나 시 또는 지방공공단체의 조합 가운데 도도부현이나 시가 가입한 교육위원회의 경우에는 교육장 및 5인 이상의 위원, 정촌 또는 지방공공단체의 조합 중 정촌만이 가입한 교육위원회의 경우에는 교육장 및 2인 이상의 위원으로 할 수 있다. 위원은 비상근 별정직 지방공무원이다
위원은 지방공공단체장이 의회의 동의를 얻어 임명하며 임기는 4년이다. 교육장은 교육위원회의 수장이며 임기는 3년이다. 교육장은 교육위원회의 회무를 관리·감독하고 교육위원회를 대표한다. 교육위원회에는 그 권한에 속하는 사무를 처리시키기 위해 사무국을 설치한다. 사무국의 내부 조직은 교육위원회 규칙에서 정한다. 교육위원회는 산하 사무국인 교육청을 설치한다. 대부분은 도도부현의 교육위원회 규칙에 의해 내부 조직에 대해서 정해져 있고 도도부현 조직의 일부에 편입되어 있다.

## 대한민국
대한민국의 교육청은 광역자치단체에 두는 지방교육행정 기관이다. 각 시·도 교육청은 국가행정사무 가운데 시·도에 위임된 교육·학예에 관한 사무를 집행하며 심사·의결 기관인 시·도 교육위원회와 함께 지방 교육 자치의 핵심을 이룬다. 1952년에 백낙준 문교부 장관의 제안에 따라 각 시도 교육청과 지역 교육청이 설립되었다. 1962년에 지방자치제가 폐지되면서 교육청도 폐지되었고 시·도별 교육위원회가 설립되었다. 그러다가 1964년에 교육청이 다시 신설되었다.

## 같이 보기
- 대한민국의 교육청